# Trigonotylus
Trigonotylus is een geslacht van wantsen uit de familie blindwantsen. Het geslacht werd voor het eerst wetenschappelijk beschreven door Fieber in 1858 .

## Soorten
Het genus bevat de volgende soorten:

- Trigonotylus americanus Carvalho, 1957
- Trigonotylus antennatus Kelton, 1970
- Trigonotylus brasiliensis (Carvalho, 1975)
- Trigonotylus brevipes Jakovlev, 1880
- Trigonotylus brooksi Kelton, 1970
- Trigonotylus caelestialium (Kirkaldy, 1902)
- Trigonotylus canadensis Kelton, 1970
- Trigonotylus confusus Reuter, 1909
- Trigonotylus crassicornis Odhiambo, 1959
- Trigonotylus cremeus Golub, 1989
- Trigonotylus doddi (Distant, 1904)
- Trigonotylus erhardi Grimm and Rieger, 1998
- Trigonotylus exilis Scudder and Schwartz, 2012
- Trigonotylus flavicornis Kelton, 1970
- Trigonotylus fuscitarsis Lammes, 1987
- Trigonotylus hawaiiensis (Kirkaldy, 1902)
- Trigonotylus kalonis Grimm and Rieger, 1998
- Trigonotylus lineatus (A. Butler, 1877)
- Trigonotylus longipes Slater and Wagner, 1955
- Trigonotylus longitarsus Golub, 1989
- Trigonotylus major Zheng, 1985
- Trigonotylus mexicanus Kelton, 1971
- Trigonotylus pallescens Golub, 1989
- Trigonotylus pilipes Golub, 1989
- Trigonotylus psammaecolor Reuter, 1885
- Trigonotylus pulchellus (Hahn, 1834)
- Trigonotylus pulcher Reuter, 1876
- Trigonotylus ruficornis (Geoffroy in Fourcroy, 1785)
- Trigonotylus saileri Carvalho, 1957
- Trigonotylus setosus Scudder and Schwartz, 2012
- Trigonotylus slateri Carvalho, 1957
- Trigonotylus subulifer Golub, 1989
- Trigonotylus tarsalis (Reuter, 1876)
- Trigonotylus tenuis Reuter, 1893
- Trigonotylus uhleri (Reuter, 1876)
- Trigonotylus usingeri Carvalho, 1952
- Trigonotylus viridis (Provancher, 1872)
- Trigonotylus yangi Tang, 1994